# Folle Journée

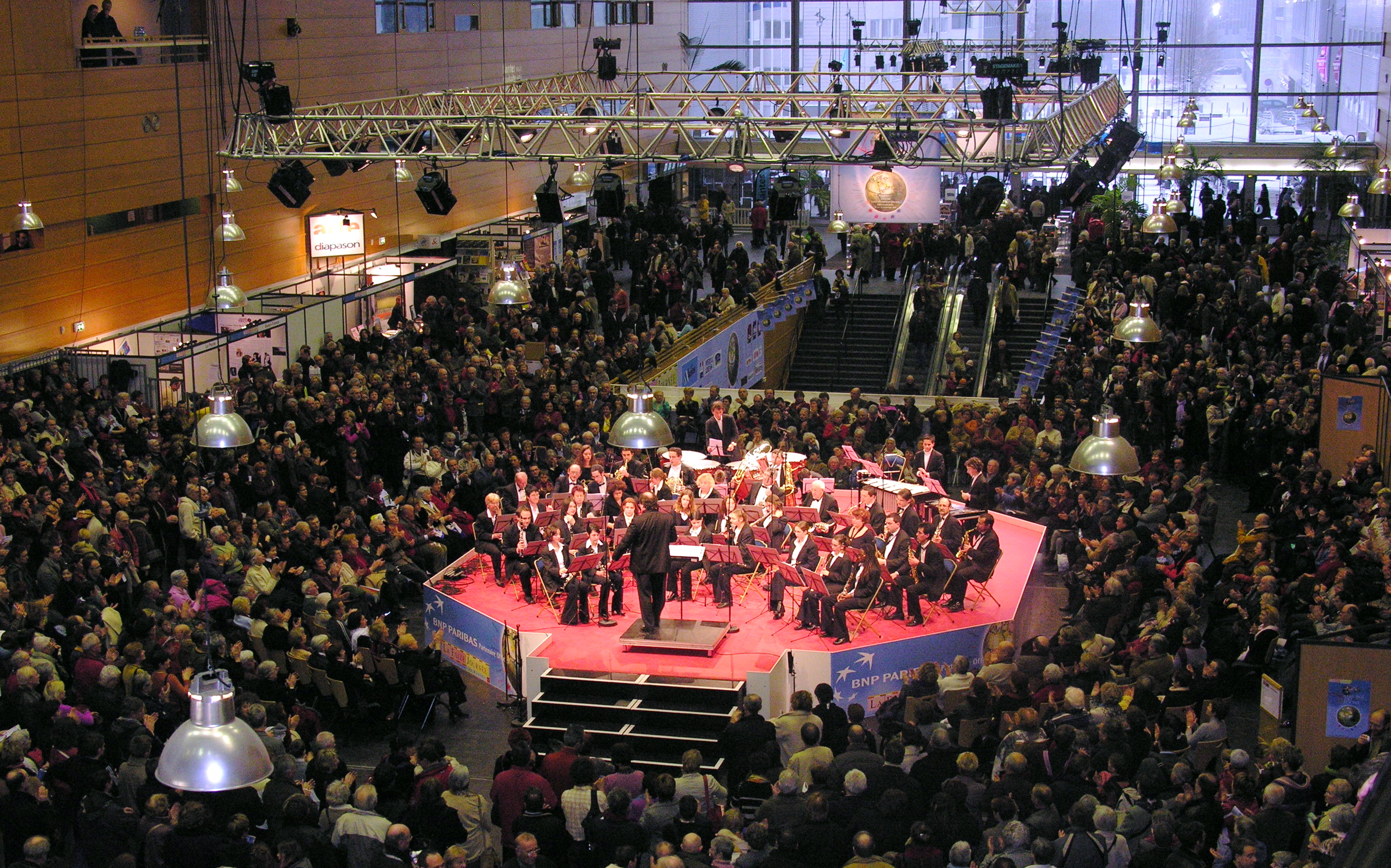
A Folle Journée em Nantes, sua cidade natal.

A Folle Journée é um festival de música clássica que nasceu na França em 1995. Idealizada por Rene Martin, que após assistir a um concerto da banda irlandesa U2 com a presença de um público entusiasmado de 35 mil pessoas, na sua maioria jovens, pensou que esses jovens poderiam ouvir a música dele, ou seja, a música clássica.
Surgia então, a ideia para a criação da Folle Journée, que pode ser traduzido literalmente por Louca Jornada.
O projeto estreou em Nantes em 1995, e é ao mesmo tempo a celebração da música, o congraçamento de artistas e público em um percurso anual por temas importantes da história da música.
Três são os objetivos fundamentais do festival:
- os concertos precisam ser curtos, sem intervalo;
- os ingressos devem ser vendidos a preços populares;
- os músicos precisam ser bons e devem entender que estão a serviço da partitura, quem deve brilhar são os compositores.

Desde 1995, o festival acontece em Nantes, e por lá é sucesso absoluto. Atualmente acontece também em Bilbao, Tóquio, Lisboa e, desde o ano de 2007, o Rio de Janeiro passou a ter sua edição do festival, recebendo o título de Rio Folle Journée.
Em 2010, O mundo todo celebra o bicentenário do nascimento de Frédéric Chopin. Dentro desta comemoração excepcional, La Folle Journée propôs apresentar no Rio de Janeiro a obra integral para piano solo do grande compositor polonês, ou seja, o essencial de sua produção, a quinta-essência de sua arte. Quatorze concertos serão interpretados por 5 pianistas, de 3 diferentes gerações: Anne Quéffelec, Abdel Rahman El Bacha, Philippe Giusiano. Momo Kodama e Iddo Bar-Shaï. Eles trarão cinco visões originais sobre Chopin permitindo ao público o acesso a uma escuta diversificada desta música. Será também a ocasião de ouvir inúmeras obras raramente executadas em concerto.

## História
Os compositores no festival em Nantes:
- 1995 : Mozart;
- 1996 : Beethoven;
- 1997 : Schubert (bicentenário de seu nascimento);
- 1998 : Brahms;
- 1999 : Hector, Gabriel, Maurice e outros (compositores franceses de 1830 a 1930 : Berlioz, Fauré, Ravel, e também Debussy, Saint-Saëns, Franck, Lalo, Messiaen;
- 2000 : Bach (pelo 250º aniversário de sua morte);
- 2001 : A Folle Journée de Ivan Illitch (por causa do personagem de Tolstoi) ou, ainda, os compositores russos de 1850 a nossos dias : Tchaikovsky, Prokofiev, Alexandre Scriabine, Moussorgsky, Stravinski, Chostakovitch;
- 2002 : Mozart e Haydn.
- 2003 : O barroco italiano : de Monteverdi a Vivaldi.
- 2004 : A geração romântica de 1810 : Chopin, Liszt, Schumann, Mendelssohn;
- 2005 : Beethoven e amigos : Salieri, Weber, Cherubini, Diabelli;
- 2006 : A harmonia das nações (1650-1750).
- 2007 : A harmonia dos povos (1860 - 1950).
- 2008 : Schubert em todos os seus estágios. O Rio terá uma edição diferente em 2008, o compositor apresentado será Beethoven. E por fim;
- 2009 : Bach, a volta!, na versão carioca tivemos Mozart
- 2010: Chopin;